# Leucopogon assimilis
Leucopogon assimilis är en ljungväxtart som beskrevs av Robert Brown. Leucopogon assimilis ingår i släktet Leucopogon och familjen ljungväxter. Inga underarter finns listade i Catalogue of Life.